# Héroïdes
Cet article concerne l'œuvre d'Ovide. Pour le genre littéraire, voir Héroïde.
Les Héroïdes (en latin Heroides ou Epistulae heroidum) sont un recueil latin de lettres fictives, ou héroïdes, en distique élégiaque composé par Ovide. Ce sont des lettres d'amour fictives qui reprennent des éléments mythiques, écrites, pour la plupart, par des héroïnes mythologiques ou quasi-légendaires, se plaignant de l'absence ou de l'indifférence de l'être aimé. Les six dernières sont constituées de trois lettres de héros auxquelles répondent trois lettres de leurs amantes respectives.

## Histoire du texte
Les dates de la composition et de la publication de l'œuvre ne peuvent pas être établies avec certitude : les lettres uniques sont écrites entre 15 av. J.-C. et 2, et les doubles lettres pendant l'exil du poète entre 8 et 17 ou 18. Il n'est pas certain qu'Ovide ait composé l'ensemble du recueil : la paternité des lettres doubles, ainsi que des lettres uniques de Sappho, Déjanire et Médée a été mise en doute. Dans Les Amours, le poète fait référence à un certain nombre de lettres :
| Aut, quod Penelopes verbis reddatur Ulixi, scribimus et lacrimas, Phylli relicta, tuas, quod Paris et Macareus et quod male gratus Iason Hippolytique parens Hippolytusque legant, quodque tenens strictum Dido miserabilis ensem dicat et Aoniae Lesbis armata lyrae. | Ou je retrace une lettre de Pénélope à Ulysse, ou je peins tes larmes de Phyllis abandonnée. J'écris à Pâris et à Macarée, à l'ingrat Jason, au père d'Hippolyte, et à Hippolyte lui-même. Je répète les plaintes de l'infortunée Didon, la main déjà armée de son épée nue, et les regrets de l'héroïne de Lesbos, armée de la lyre d'Eolie. |

L'idée des Héroïdes trouve peut-être son origine dans une élégie de Properce, où une Romaine écrit à son époux, soldat en campagne. Mais Ovide développe grandement le motif et l'adapte à des héroïnes mythologiques ou quasi-légendaires, au point de se considérer comme un pionnier : « ses Héroïdes, genre d'ouvrage inconnu avant lui, et dont il fut l'inventeur ». Le poète puise ses sujets dans des sources très variées, aussi bien grecques : Homère (Pénélope, Briséis), la tragédie grecque (Phèdre, Hypsipyle, Médée), la poésie hellénistique (Phyllis) ; que latines : Catulle (Ariane), Virgile (Didon). Il semble même que chaque lettre soit imitée d'un texte précis, même si ce qui a survécu de la littérature ancienne ne nous donne qu'une idée limitée des sources qu'a pu utiliser Ovide. L'imitation n'est pas servile, et le poète paraît même parfois prendre plaisir à contredire ses sources : Didon est un personnage beaucoup plus positif que dans l’Énéide, et Hélène n'est pas encore le prototype de la femme adultère qu'elle est devenue par la suite.

## Contenu
1. Pénélope à Ulysse
2. Phyllis à Démophon
3. Briséis à Achille
4. Phèdre à Hippolyte
5. Œnone à Pâris
6. Hypsipyle à Jason
7. Didon à Énée
8. Hermione à Oreste
9. Déjanire à Hercule
10. Ariane à Thésée
11. Canacé à Macarée
12. Médée à Jason
13. Laodamie à Protésilas
14. Hypermnestre à Lyncée
15. Sappho à Phaon

16 et 17. Pâris à Hélène et réponse
18 et 19. Léandre à Héro et réponse
20 et 21. Acontios à Cydippe et réponse

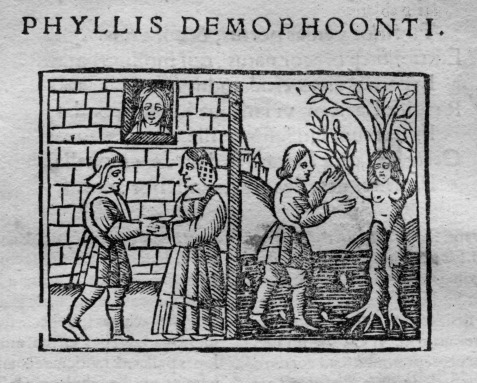
Phyllis à Démophon ; gravure dans une édition vénitienne des Héroïdes, avant 1552

## Épistolarité
Les héroïnes adressent des lettres à leurs amants car elles sont séparées d'eux, et ce pour diverses raisons : les guerres et leurs conséquences les tiennent éloignés (Pénélope, Hermione...) ; elles ont été abandonnées (Ariane, Didon...) ; leur amour transgresse les valeurs de la société (Phèdre, Canacé...) Mais certaines prennent aussi en compte l'entourage du destinataire : Hermione s'exprime plus longuement sur sa relation avec sa mère que sur son amour pour Oreste ; la lettre d'Hypsipyle montre davantage sa jalousie et sa haine vis-à-vis de Médée, que son amour pour Jason.
La lettre comme genre est un gage de sincérité de la part des héroïnes (à l'exception de Phèdre qui tente de convaincre Hippolyte que son amour n'est pas mal) : malgré leur éloquence, leurs propos viennent du cœur. Ces sentiments contrastent avec la tromperie, thème important du recueil, dont ont souffert plusieurs amantes. Ce désaccord crée une tension entre la situation présente de la femme et les espérances qu'elle exprime ; mais cette tension ne se résoudrait pas dans une réponse aux lettres, elle attend le retour de l'être aimé, réclamé dès le seuil du recueil : « Ne me réponds rien, mais viens toi-même. »
Au-delà des destinataires mentionnés, c'est au lecteur que parviennent les lettres. Ce dernier en sait beaucoup plus que les protagonistes, puisqu'il sait « comment l'histoire se finit » ; il est capable d'interpréter comme des événements ce qui n'est, dans la bouche des héroïnes, qu'un présage, un rêve, une prophétie ou une menace. La temporalité est donc bouleversée, et la lettre fige l'histoire des amants au moment de l'écriture.
On peut considérer que les Héroïdes appartiennent à différents genres littéraires. Si le genre épistolaire est celui qui domine, on peut considérer que cette œuvre est emblématique de l'élégie romaine. En ce sens, Ovide rejoint ses autres ouvrages comme L'Art d'aimer ou Les Amours. Enfin, ces lettres constituent des petites tragédies (rappelons qu'Ovide a écrit une tragédie, Médée, dont on n'a conservé que d'infimes fragments).

## Postérité
Au Moyen Âge, les Héroïdes sont l'objet de tentatives de « moralisation » : les commentaires insistent sur la première lettre du recueil, celle de Pénélope, modèle de l'épouse fidèle, face à laquelle les autres héroïnes forment une galerie de femmes aux désirs incontrôlés.
Parmi les imitations et traductions des Héroïdes, sont remarquables :
- Maxime Planude (XIIIe siècle) en grec médiéval ;
- Juan Rodríguez de la Cámara, Bursario o las Epístolas de Ovidio, en castillan (entre 1445 et 1450) ;
- Octavien de Saint-Gelais (fin XVe siècle) en français.
- George Turberville, Heroycall Epistles of Ovid, 1567 en anglais

### Éditions
- Consulter la liste des éditions de cette œuvre

### Études
- Alekou, S., La Représentation de la femme dans les Héroïdes, thèse soutenue à Paris en 2011, sous la direction de M. Ducos
- Carocci, R., Les Héroïdes dans la seconde moitié du XVIIIe siècle, A.G. Nizet, Paris, 1988.  (ISBN 9788875142568)
- Delbey, E., Héroïdes d'Ovide,  Atlande Édition, coll. "Clefs concours", 2005.  (ISBN 2912232910)
- (en) Philip Hardie (dir.), The Cambridge Companion to Ovid, Cambridge University Press, 2006
- Jolivet, J.-C., Allusion et fiction épistolaire dans les Héroïdes, École française de Rome, Boccard, Paris, 2001.  (ISBN 2728305617)
- Millet-Gérard, D. Le Cœur et le Cri : variations sur l'héroïde et l'amour épistolaire, H. Champion, Paris, 2004.  (ISBN 9782745309259)